# Campeonato Maranhense 2017
In 2017 werd het 98ste Campeonato Maranhense gespeeld voor clubs uit Braziliaanse staat Maranhão. De competitie werd gespeeld van 21 januari tot 29 juni en werd georganiseerd door de FMF. Sampaio Corrêa werd kampioen en plaatste zich voor de Copa do Brasil 2018 en de Copa do Nordeste 2018. Vicekampioen Cordino plaatste zich ook voor deze competities, alsook voor de Série D 2018. 

## Eerste toernooi

### Eerste fase

#### Groep A
| Plaats | Club           | Wed. | W | G | V | Saldo | Ptn. |
| ------ | -------------- | ---- | - | - | - | ----- | ---- |
| 1.     | Imperatriz     | 6    | 3 | 3 | 0 | 7:4   | 12   |
| 2.     | São José       | 6    | 1 | 3 | 2 | 6:6   | 6    |
| 3.     | Sampaio Corrêa | 6    | 1 | 3 | 2 | 6:7   | 6    |
| 4.     | Santa Quitéria | 6    | 1 | 3 | 2 | 7:9   | 6    |

|  | Gekwalificeerd voor tweede fase |

#### Groep B
| Plaats | Club      | Wed. | W | G | V | Saldo | Ptn. |
| ------ | --------- | ---- | - | - | - | ----- | ---- |
| 1.     | Cordino   | 6    | 3 | 2 | 1 | 10:7  | 11   |
| 2.     | Maranhão  | 6    | 3 | 2 | 1 | 9:9   | 11   |
| 3.     | Moto Club | 6    | 3 | 1 | 2 | 12:7  | 10   |
| 4.     | Americano | 6    | 0 | 1 | 5 | 5:13  | 1    |

|  | Gekwalificeerd voor tweede fase |

### Tweede fase
In geval van gelijke stand gaat de club verder met de beste prestatie in de competitie.
|  | Halve finale | Halve finale | Halve finale |            |   | Finale | Finale | Finale |
|  |              |              |              |            |   |        |        |        |
|  | Imperatriz   | 3            |              |            |   |        |        |        |
|  | Maranhão     | 1            |              |            |   |        |        |        |
|  | Maranhão     | 1            |              | Imperatriz | 0 | 1      |        |        |
|  |              |              |              |            | 0 | 1      |        |        |
|  |              | Cordino      | 0            | 2          |   |        |        |        |
|  | Cordino      | Cordino      | 0            | 2          | 2 |        |        |        |
|  | Cordino      |              |              |            | 2 |        |        |        |
|  | São José     | 1            |              |            |   |        |        |        |

## Tweede toernooi

### Eerste fase

#### Groep A
| Plaats | Club           | Wed. | W | G | V | Saldo | Ptn. |
| ------ | -------------- | ---- | - | - | - | ----- | ---- |
| 1.     | Santa Quitéria | 4    | 3 | 0 | 1 | 6:6   | 9    |
| 2.     | Sampaio Corrêa | 4    | 2 | 2 | 0 | 6:2   | 8    |
| 3.     | São José       | 4    | 2 | 1 | 1 | 7:3   | 7    |
| 4.     | Imperatriz     | 4    | 2 | 1 | 1 | 6:4   | 7    |

|  | Gekwalificeerd voor tweede fase |

#### Groep B
| Plaats | Club      | Wed. | W | G | V | Saldo | Ptn. |
| ------ | --------- | ---- | - | - | - | ----- | ---- |
| 1.     | Moto Club | 4    | 2 | 0 | 2 | 5:5   | 6    |
| 2.     | Cordino   | 4    | 1 | 1 | 2 | 4:6   | 4    |
| 3.     | Maranhão  | 4    | 0 | 3 | 1 | 4:5   | 3    |
| 4.     | Americano | 4    | 0 | 0 | 4 | 2:9   | 0    |

|  | Gekwalificeerd voor tweede fase |

### Tweede fase
In geval van gelijke stand gaat de club verder met de beste prestatie in de competitie. Sampaio Corrêa, dat twee eindigde, maar wel meer punten had als groepswinnaar Moto Club, trok naar de rechtbank en kreeg daar gelijk en mocht naar de finale. 
|  | Halve finale   | Halve finale   | Halve finale |         |   | Finale | Finale | Finale |
|  |                |                |              |         |   |        |        |        |
|  | Santa Quitéria | 0              |              |         |   |        |        |        |
|  | Cordino        | 1              |              |         |   |        |        |        |
|  | Cordino        | 1              |              | Cordino | 1 | 1      |        |        |
|  |                |                |              |         | 1 | 1      |        |        |
|  |                | Sampaio Corrêa | 1            | 4       |   |        |        |        |
|  | Moto Club      | Sampaio Corrêa | 1            | 4       | 2 |        |        |        |
|  | Moto Club      |                |              |         | 2 |        |        |        |
|  | Sampaio Corrêa | 2              |              |         |   |        |        |        |

## Finale
Details finale
|              |                              |       |              |                    |
| 15 juni Heen | Sampaio Corrêa               | 2 – 1 | Cordino      | Castelão, São Luís |
| 15 juni Heen | Isac 8' Felipe Marques 90+5' |       | 51' Henrique | Castelão, São Luís |

| Sampaio | Cordino |

|               |                  |       |                         |  |
| 29 juni Terug | Cordino          | 1 – 2 | Sampaio Corrêa          |  |
| 29 juni Terug | Fredson 2' (own) |       | 9' Isac 39' (own) Bruno |  |

| Cordino | Sampaio |

## Kampioen
| Campeonato Maranhense de 2017       |
| Maranhão                            |
| ----------------------------------- |
| SAMPAIO CORRÊA Kampioen (33° titel) |